# 上之國勝山館
上之國勝山館（日语：／ Kaminokunikatsuyama-date */?），又稱勝山館、和喜館、脇館、上之國館和勝山城，是位於日本北海道檜山郡上之國町字勝山的一處城跡，原本是山城，推測由武田信廣在文明5年（1473年）時建成，日本國史跡，指定面積達353,923.98平方米:1，為北海道中世館跡中規模最大，亦以北海道遺產「上之國中世的館」的一部分，其出土文物則是重要文化財。
勝山館位於渡島半島的西部，上之國町市中心的西南面，相對高度介乎於13米至113米處，地處東西最長達270米，南北長約500米的台地上，附近是天之川的河口，東面是宮之澤川，建有土壘，約一公里外的天之川以南是花澤館，以北是洲崎館，西面是寺之澤川，有石製儲水場遺跡，西南面隔住寺之澤川是夷王山墳墓群，約2.3公里外則是比石館。

## 歷史
關於勝山館的建造時期，根據《福山秘府》記載，八幡宮（後來的上之國八幡宮）在文明5年（1473年）於「上國館上」創立，由於上之國八幡宮直至明治初期為止均位於勝山館跡內，加上近世松前氏在每年年初均會派家臣前往參拜，而每任藩主也有在任內親自前往參拜一次的習慣，因此推測上國館即勝山館，築城者則是武田信廣。儘管，勝山館的名稱沒有記載於《新羅之記錄》或《福山秘府》中，不過根據上之國町的推測，勝山之名原本是信廣在胡奢麻尹之戰獲勝後用來替洲崎館命名，後來才轉移至天之川西岸的現址。永正11年（1514年），信廣之子蠣崎光廣及其子蠣崎義廣轉移至松前大館後，改由義廣之弟高廣擔任館主。享祿2年（1529年），阿伊努族的多那嶮攻擊勝山館，義廣裝作有意和解，在賠償其寶物時將其射殺，文獻上《新羅之記錄》享祿2年3月16日（1529年4月24日）條記載了此事，其中的「和喜之館」即勝山館，這是勝山館首次於文獻上有記載，而和喜（脇）館則是松前大館對勝山館的稱呼，有松前大館副館的意思，實際上義廣也經常來回兩地。
天文17年（1548年）3月，高廣之子蠣崎基廣在蠣崎季廣巡視上之國時企圖毒殺季廣失敗而被誅殺後，勝山館改由季廣女婿南條廣繼擔任城代直至天文21年（1552年）。根據古川古松軒所寫的《東遊記》記載，勝山館直至慶長年初為止均是松前氏的居城，根據《新羅之記錄》記載，勝山館在松前慶廣時代由酒井七之助擔任城代:59。近世初期，上之國作為鮭魚和木材的產地，有眾多和人定居於此，推測在上之國的番所的所在地為勝山館。寬永16年（1639年），從上之國的目名澤開始伐木，其後逐漸擴展至接近江差町的椴川和五勝手（現江差町字椴川町、字砂川、字柏町和字南濱町一帶），導致設於上之國的番所變得不方便，最終番所在延寶6年（1678年）轉移至江差，推測勝山館也就此廢館。
1924年，河野常吉在北海道廳出版的《北海道史蹟名勝天然記念物調查報告書》中命名為勝山城址，1959年獲指定為北海道指定史跡，1977年4月12日升為日本國史跡，當初的指定面積是209,343平方米左右，1987年8月10日追加指定後擴大至達353,923.98平方米，2001年10月22日以「上之國中世的館」的名義獲選為第一批北海道遺產，2006年3月30日史跡指定名稱變更為「上之國館跡 花澤館跡 洲崎館跡 勝山館跡」。2008年7月10日，勝山館出土的921件文物獲指定為重要文化財。

## 外部連結
- . kotobank （日语）.
- . kotobank （日语）.
- . 上之國町.   [2022-01-17]. （原始内容存档于2021-09-22） （日语）.
- . 北海道文化資源數據庫.   [2022-01-17]. （原始内容存档于2022-01-18） （日语）.
- . 东北新社.   [2022-01-17]. （原始内容存档于2022-01-17） （日语）.